# Inaequalium
Inaequalium is een muggenondergeslacht uit de familie van de kriebelmuggen (Simuliidae). De wetenschappelijke naam van het ondergeslacht is voor het eerst geldig gepubliceerd in 1984 door Coscarón en Wygodzinsky (als geslacht).